# Karl Gramenz
Karl Gramenz (* 15. November 1889 in Greifswald; † 9. Mai 1936) war ein deutscher Maschinenbauingenieur und Normungsexperte. Er vertrat Deutschland in internationalen Normungsgremien.

## Leben
Karl Gramenz besuchte die Höhere Maschinenbauschule in Stettin. Danach begann er seine berufliche Laufbahn bei den Schichau-Werken in Elbing als Konstrukteur von Schiffshilfsmaschinen. Im Anschluss arbeitete er für die Aktien-Gesellschaft Weser als Konstrukteur für Schiffsmaschinen- und Rohrleitungen im Handels- und Kriegsschiffbau. In den Jahren 1915 bis 1922 war er Konstrukteur für Unterseeboots- und Kraftfahrzeugmotoren bei der Daimler-Motoren-Gesellschaft in Berlin-Marienfelde. Seit 1922 war er hauptamtlich in der deutschen Normung beschäftigt.
Karl Gramenz beschäftigte sich seit 1919 mit Fragen der Normung, insbesondere mit Passungen. In der International Federation of the National Standardizing Associations (ISA) vertrat er geschäftsführend die deutschen Belange. Von 1926 an war er Vorsitzender des ISA-Komitees für Passungen. Sein 1923 erstmals veröffentlichtes Buch Passungen erschien in mehreren Auflagen.
Karl Gramenz war seit 1919 Mitglied des Vereins Deutscher Ingenieure (VDI).

## Werke (Auswahl)
- Passungen – Die Dinpassungen und ihre Anwendung. Dinorm, Berlin 1923.
- Genauigkeitsermittlungen an Werkstücken zur Bestimmung zweckmässiger Passungssitze. VDI-Verlag, Berlin 1929.